# ایورو لنکستر
اِیوْرو لَنکِستِر (به انگلیسی: Avro Lancastar) که معمولاً به عنوان بمب افکن لنکستر (به انگلیسی: Lancaster Bomber) شناخته می‌شود، یک بمب افکن سنگین بریتانیایی در جنگ جهانی دوم است. این هواپیما توسط آورو به عنوان یکی از معاصران هندلی پیج هالیفاکس طراحی و تولید شد، هر دو بمب افکن با مشخصات مشابه ساخته شدند. همچنین همراه با شورت استرلینگ، هر سه هواپیماهای بمب افکن چهار موتوره سنگین هستند که توسط نیروی هوایی سلطنتی بریتانیا (RAF) به‌طور هم‌زمان پذیرفته شدند.

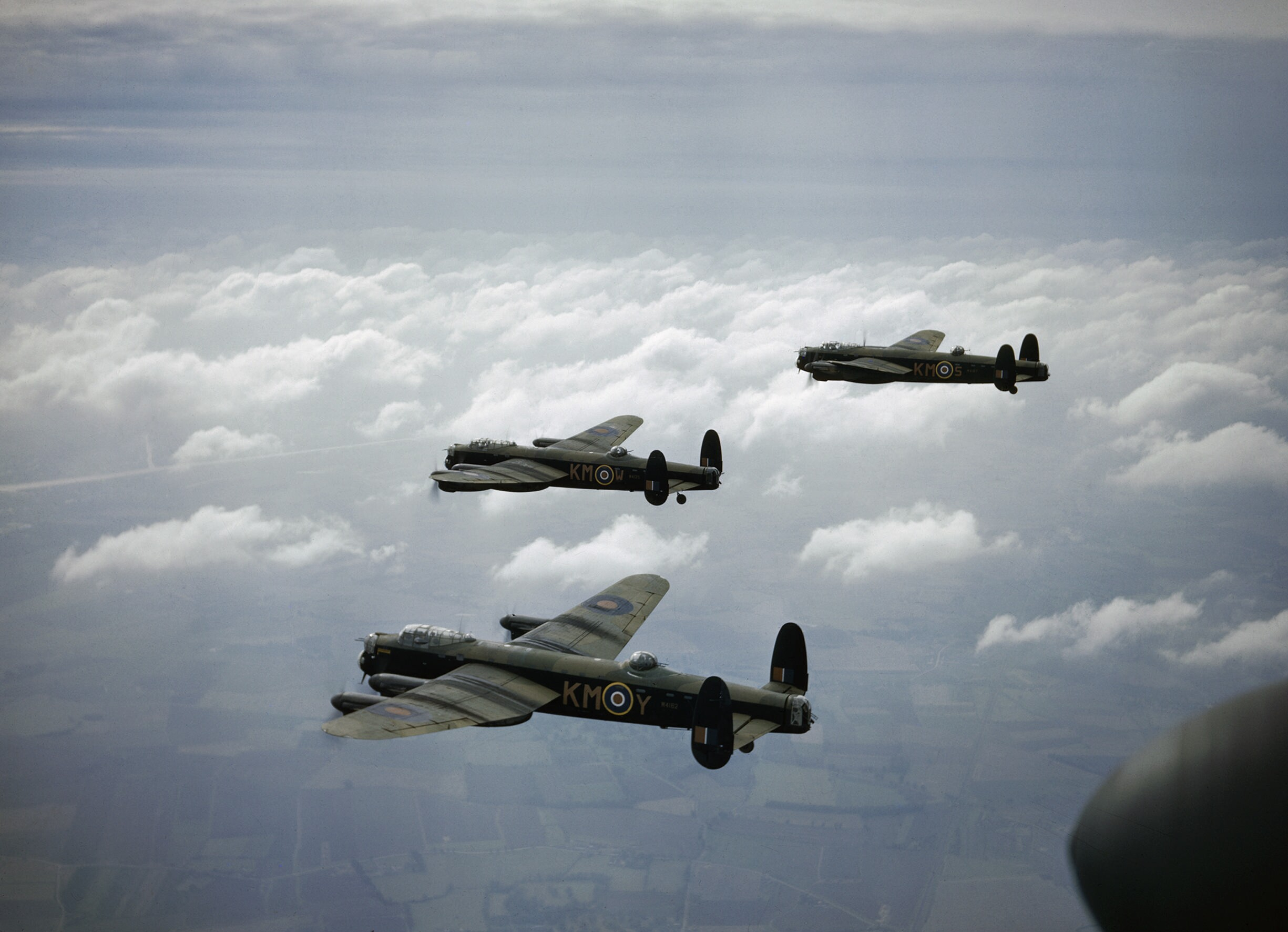
سه فروند لنکستر بی۱ از اسکادران ۴۴، ۲۹ سپتامبر ۱۹۴۲ در بریتانیا

بمب افکن لنکستر توسعه یافته از آورو منچستر است که در اواخر دهه ۱۹۳۰ ساخته شد. این پیشرفت در پاسخ به درخواست وزارت هوا برای یک بمب افکن متوسط بود که می‌تواند در سراسر جهان مورد استفاده قرار گیرد، بتواند یک اژدر را به داخل حمل کند و بمباران دریایی کم عمق انجام دهد.

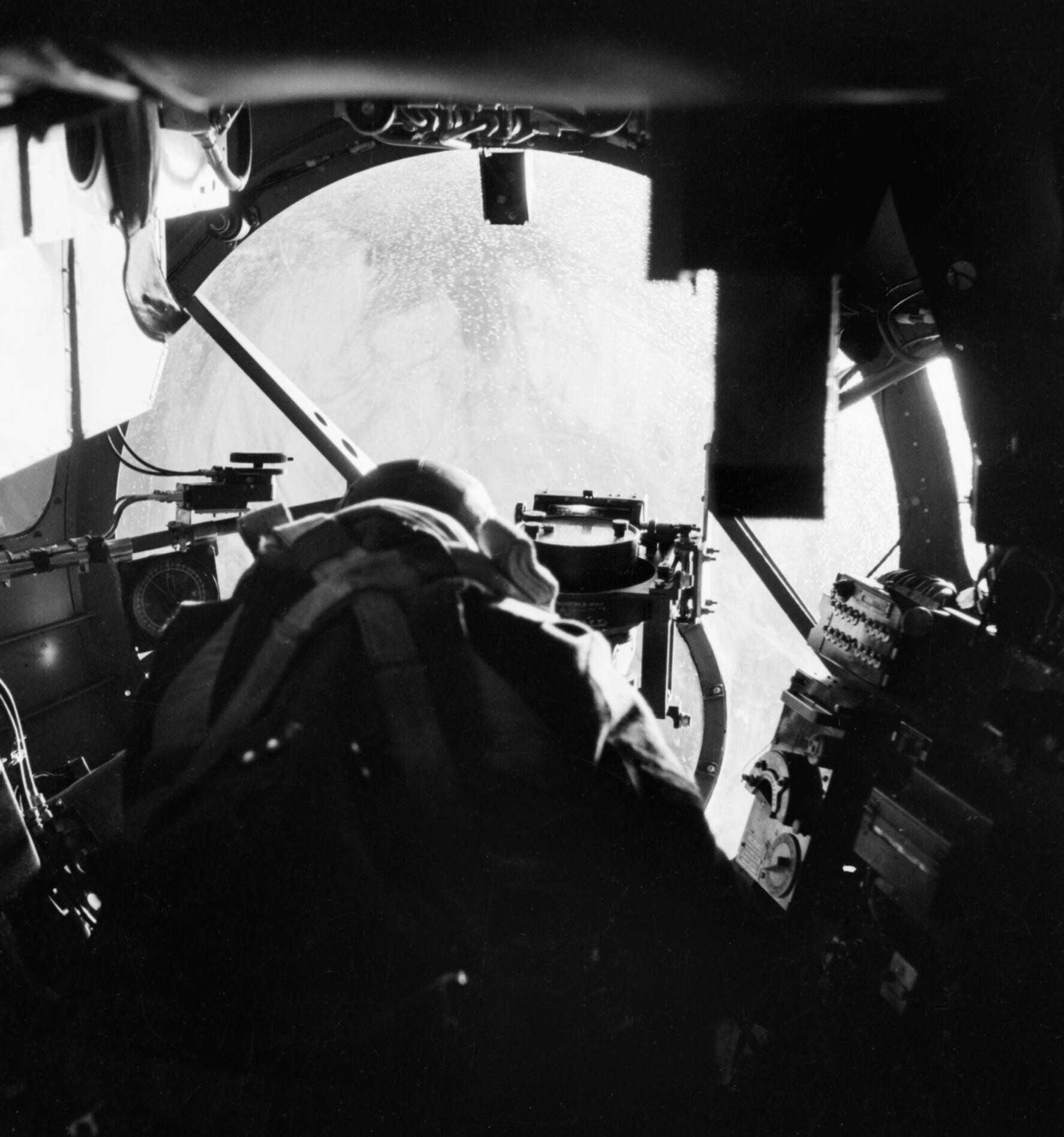
هدفگیر بمب در لنکستر بی مارک ۱ در دماغهٔ هواپیما

لنکستر که در ابتدا به عنوان تکامل آورو منچستر (که در خدمت مشکل ساز بود و در سال ۱۹۴۲ بازنشسته شد) توسعه یافت، توسط روی چادویک طراحی شد و توسط چهار رولز-رویس مرلین و در یکی از نسخه‌ها، موتورهای بریستول هرکول، نیرو می‌گرفت.
این هواپیما برای اولین بار در سال ۱۹۴۲ به خدمت فرماندهی بمب افکن‌های نیروی هوایی سلطنتی درآمد و با افزایش شتاب حملات بمباران استراتژیک بر فراز اروپا، لنکستر هواپیمای اصلی برای کمپین‌های بمباران شبانه پس از آن بود. با تولید تعداد فزاینده ای از این نوع هواپیما، این بمب افکن اصلی‌ترین بمب افکن سنگین مورد استفاده نیروی هوایی سلطنتی، نیروی هوایی سلطنتی کانادا (RCAF) و اسکادران‌هایی از کشورهای مشترک المنافع و کشورهای اروپایی بود که در نیروی هوایی سلطنتی خدمت می‌کردند. این باعث فراموشی و به حاشیه رفتن هالیفاکس و استرلینگ، دو بمب‌افکن مورد استفاده دیگر شد.
در سال ۱۹۴۳ یک فروند لنکستر برای آزمایش موتور توربوجت متروپولیتن-ویکرز اف.۲ به کار گرفته شد. بعداً لنکستر برای آزمایش چندین موتور گوناگون به کار رفت. از جمله این موتورها موتورهای توربوپراپ آرمسترانگ سیدلی مامبا، رولز-رویس دارت و آورو کندا ارندا و همچنین موتور توربوجت استال دوورن بودند. پس از جنگ لنکستر جای خود را در نیروی هوایی پادشاهی بریتانیا به آورو لینکلن داد که در واقع یک لنکستر بزرگتر و توسعه یافته تر بود. در عوض لنکستر به عنوان هواپمیا گشتی ضدزیردریایی بلندبرد به کار گرفته شد که بعداً هواپیمای آورو شکلتن برای این منظور جایگزین گردید. همچنین لنکستر پس از جنگ برای نجات هوادریا، شناسایی-عکاسی، نقشه‌برداری هوایی، سوخت‌گیری هوایی به کار گرفته شد. یک ورژن آن به آورو لانکاسترین تغییر نام داده شد و به عنوان هواپیمای مسافربری ترااطلسی سریع و هواپیمای پستی به کار گرفته شد. در مارس ۱۹۴۶ یک فروند لنکسترین بریتیش سوث امریکن ایرویز نخستین پرواز برنامه‌ریزی شده را از فرودگاه هیترو لندن انجام داد.

## طراحی و ساخت
منشأ طراحی لنکستر برمی گردد به طراحی یک بمب افکن دوموتوره برای تأمین نیاز وزارت هوانوردی. وزارت هوانوردی برای نسل جدید بمب افکن‌های میان پیکر قابل استفاده در سطح جهانی اعلام نیاز نموده بود. موتوری که قرار بود برای این بمب افکن به کار رود موتور رولز-رویس والچر بود. نتیجهٔ این طراحی هواپیکای آورو منچستر بود که گرچه هواپیمایی با توانایی بالا بود، ولی موتور والچر آن غیرقابل اعتماد بود. فقط ۲۰۰ فروند منچستر ساخته شد که در سال ۱۹۴۲ همگی از رده خارج شدند.
طراح ارشد آورو، روی چادویک، قبلاً در حال کار روی یک نوع منچستر بهینه شده با ۴ موتور ضعیف تر ولی قابل اعتمادتر رولز-رویس مرلین بود. این هواپیما در آغاز آورو تایپ ۶۸۳ منچستر ۳ نامگذاری شد، ولی بعداً به لنکستر تغییر نام داد. پیش نمونهٔ این هواپیما با نام بی تی ۳۰۸ در دپارتمان پرواز آزمایشی آورو در فرودگاه منچستر مونتاژ گردید. این هواپیما کارایی بسیار بهتری را نسبت به منچستر نشان داد و یکی از معدود هواپیماهای جنگی در تاریخ است که از آغاز بی نقص نشان داد.
پس از پرواز دومین پیش نمونهٔ لنکستر سفارش‌های بعدی منچستر به نفع لنکستر لغو شد. طراحی منچستر و لنکستر بسیار شبیه همدیگر بود و هر دو دارای اتاقک خلبان گلخانه‌ای، دماغهٔ برجکدار و دم دوقلو بودند.
لنکستر یک هواپیمای کمربال با بدنهٔ تمام فلزی بیضی شکل بود. بال و بدنهٔ آن هر کدام در ۵ بخش اصلی ساخته شد. همهٔ بخش‌های بال و بدنه جداگانه ساخته شده و تجهیزات لازم بر روی آن‌ها نصب شده و سپس به همدیگر مونتاژ شده‌اند. قسمت دم دارای باله‌های بیضی شکل دوقلو و سکان است. لنکستر در آغاز دارای چهار موتور پیستونی رولز-رویس مرلین نصب شده بر روی بال بود. ارابه فرود اصلی آن قابل جمع شدن بود، ولی چرخ زیر دم ثابت بود. ارابهٔ فرود اصلی به صورت هیدرولیک به درون محفظهٔ موتور جمع می‌شد.
بیشتر لنکسترهای تولید شده در طول جنگ به وسیلهٔ کارخانهٔ شرکت آورو در چدرتن در نزدیکی اولدهام ساخته می‌شد و آزمایش پرواز آن‌ها از فرودگاه وودفورد در چشایر انجام می‌گرفت. دیگر لنکسترها به وسیلهٔ متروپلیتن-ویکرز (۱۰۸۰ فروند، آزمایش شده در وودفورد) و آرمسترانگ ویتورث ساخته شدند. این هواپیماها همچنین در کارخانهٔ شرکت آستین موتور در لانگبریج بیرمنگام و به وسیلهٔ ویکرز-آرمسترانک در چستر و کسل برامویچ بیرمنگام ساخته می‌شد. فقط ۳۰۰ فروند لنکستر بی۲ دارای موتور بریستول هرکیولس شدند و آن هم به دلیل کمبود موتورهای مرلین بود، زیرا تولید جنگنده در ارجحیت قرار داشت. بسیاری از ورژن بی۲ها پس از اتمام سوخت از دست رفتند. لنکسترهای بی۳ دارای موتور پاکارد وی-۱۶۵۰ بودند و از جهان دیگر فرقی با بی۱ها نداشتند. ۳۰۳۰ فروند بی۳ ساخته شد که همگی آن‌ها در کارخانهٔ نیوتن هیث شرکت آورو ساخته شدند.
از میان آخرین ورژن‌ها فقط لنکستر بی۱۰ در کانادا به وسیلهٔ ویکتوری ایرکرفت در مالتن انتاریو به تعداد قابل توجهی ساخته شد. تعداد ۴۳۰ فروند از این ورژن ساخته شد. نمونه‌های اولیهٔ آن اختلاف کمی با ورژن ساخته شده در بریتانیا داشتند و فقط اختلاف آن‌ها در موتور مرلین و ابزار و آلات الکتریکی به سبک آمریکایی بود. آخرین ورژن تولیدی مارک ۷ بود که به وسیلهٔ شرکت آستین موتور در کارخانهٔ لانگ بریج ساخته شد. تعداد ۷۳۷۷ فروند از ورژن‌های گوناگون لنکستر در خلال جنگ ساخته شد که هزینهٔ تولید هر کدام از آن‌ها در سال ۱۹۴۳ بالغ بر ۴۵۰۰۰ تا ۵۰۰۰۰ پوند بود.